# سید علی‌اکبر فیروزآبادی
سید علی‌اکبر فیروزآبادی سیاست‌مدار ایرانی بود، که در دوره بیست و چهارم مجلس شورای ملی بعنوان نماینده ری از استان تهران در مجلس شورای ملی حضور داشت.